# Battle River—Camrose
Battle River—Camrose fut une circonscription électorale fédérale de l'Alberta, représentée de 1953 à 1968.
La circonscription de Battle River—Camrose a été créée en 1952 avec des parties de Battle River et de Camrose. Abolie en 1966, elle fut redistribuée parmi Battle River, Vegreville et Wetaskiwin.

## Députés
1. 1953-1955 — Robert Fair, CS
2. 1955-1958 — James A. Smith, CS
3. 1958-1968 — Clifford Smallwood, PC

- CS = Parti Crédit social
- PC = Parti progressiste-conservateur